# Lydia Field Emmet
Lydia Field Emmet (23 de janeiro de 1866 – 16 de agosto de 1952) foi uma artista norte-americana mais conhecida por seu trabalho como retratista. Ela estudou com artistas proeminentes como William Merritt Chase, Harry Siddons Mowbray, Kenyon Cox e Tony Robert-Fleury. Emmet expôs amplamente durante sua carreira, e suas pinturas agora podem ser encontradas penduradas na Casa Branca e em muitas galerias de arte de prestígio, incluindo o Metropolitan Museum of Art.